# Total equivalent warming impact
Il TEWI (acronimo per Total Equivalent Warming Impact o "impatto totale equivalente di riscaldamento") è un parametro di giudizio del comportamento globale ai fini dell'effetto serra di una macchina frigorifera.
Va tuttavia precisato che, nonostante trovi interessanti applicazioni nel valutare l'influenza delle macchine per la refrigerazione, è in realtà un concetto estendibile senza problemi a qualunque sistema di produzione dell'energia.
Si parla di 'effetto serra globale' perché considera non solo l'impatto diretto del fluido refrigerante (cioè l'assorbimento di radiazione infrarossa emessa dalla Terra da parte del fluido disperso nell'atmosfera) ma anche l'impatto della produzione esterna di anidride carbonica necessaria per alimentare la macchina funzionante col fluido in oggetto (effetto indiretto). Tuttavia non vengono considerati gli effetti dovuti alla produzione e allo smantellamento del sistema. Per tale fine sono quindi più indicate analisi del tipo Analisi del ciclo di vita.
Per le macchine alimentate da energia elettrica il TEWI assume la forma:
TEWI = (effetto diretto) + (effetto indiretto) = m GWP + αCO2 τ e
con:
- m = massa di refrigerante complessivamente disperso in atmosfera durante la vita della macchina
- GWP = Potenziale di riscaldamento globale del refrigerante: viene valutato in riferimento al potenziale serra dell'anidride carbonica (che assume pertanto il valore GWP = 1) e solitamente su un arco temporale di 100 anni
- αCO2 = massa di CO2 emessa per unità di energia elettrica; dipende dal sistema di produzione della singola nazione e più nel dettaglio dalla specifica fonte di approvvigionamento: combustibili fossili (in particolare il carbone) emettono CO2 durante la combustione e avranno quindi elevati valori di α, mentre nucleare, idroelettrico e altre fonti che non operano con processi di combustione avranno α = 0
- τ = tempo di vita della macchina
- e = energia elettrica mediamente consumata nell'unità di tempo (ovvero la potenza media necessaria per il funzionamento della macchina)

## Esempio
Ipotizziamo di voler calcolare il TEWI per un refrigeratore d'acqua con potenza P di 300 kW, COP uguale a 2,8, che viene utilizzato per h 2000 ore annuali e utilizza come Fluido refrigerante il gas R22. Si suppone che il carico refrigerante è di Mr= 50 kg, e una perdita di L=2% per anno.
Contributo diretto: TEWID=Mr • L • GWPR22= 50 • 0,02 • 1700 = 1700kg CO2
Energia richiesta = P • h / COP =  300 • 2000 / 2,8 = 214285 kWh /anno
Emissione media italiana CO2 = αCO2 = 0,59 kgCO2/kWhE
Contributo indiretto: TEWII = E • αCO2 = 214285 • 0,59 = 128128 kg CO2/anno 
TEWItot= TEWID +  TEWII =  1700 + 128128 = 129828 kgCO2 /anno
TEWID/TEWItot= 1700 / 129828 = 1,3 %
Il risultato ottenuto è molto basso, il che vuol dire che nell'esempio proposto si ha poco consumo.
Notare però che L'R22 è stato vietato in Europa a causa del suo impatto sull'ozono, ODP >0.